# В'єнна-Сентер (Огайо)
В'єнна-Сентер (англ. Vienna Center) — переписна місцевість (CDP) в США, в окрузі Трамбалл штату Огайо. Населення — 622 особи (2020).

## Географія
В'єнна-Сентер розташована за координатами 41°14′4″ пн. ш. 80°39′15″ зх. д. / 41.23444° пн. ш. 80.65417° зх. д. (41.234457, -80.654071).  За даними Бюро перепису населення США в 2010 році переписна місцевість мала площу 2,48 км², уся площа — суходіл.

## Демографія
Згідно з переписом 2010 року, у переписній місцевості мешкало 650 осіб у 275 домогосподарствах у складі 190 родин. Густота населення становила 262 особи/км².  Було 300 помешкань (121/км²).
Расовий склад населення:
| - 97,7 % — білих - 0,8 % — чорних або афроамериканців |

До двох чи більше рас належало 1,5 %. Частка іспаномовних становила 0,5 % від усіх жителів.
За віковим діапазоном населення розподілялося таким чином: 17,2 % — особи молодші 18 років, 62,3 % — особи у віці 18—64 років, 20,5 % — особи у віці 65 років та старші. Медіана віку мешканця становила 48,4 року. На 100 осіб жіночої статі у переписній місцевості припадало 98,8 чоловіків;  на 100 жінок у віці від 18 років та старших — 98,5 чоловіків також старших 18 років.
Середній дохід на одне домашнє господарство  становив 53 324 долари США (медіана — 45 682), а середній дохід на одну сім'ю — 59 971 долар (медіана — 49 286). Медіана доходів становила 45 000 доларів для чоловіків та 24 722 долари для жінок. За межею бідності перебувало 16,3 % осіб, у тому числі 43,2 % дітей у віці до 18 років та 0,0 % осіб у віці 65 років та старших.
Цивільне працевлаштоване населення становило 251 осіб. Основні галузі зайнятості: роздрібна торгівля — 22,7 %, освіта, охорона здоров'я та соціальна допомога — 18,7 %, науковці, спеціалісти, менеджери — 14,3 %.